# ビリー・ビショップ・トロント・シティー空港
ビリー・ビショップ・トロント・シティー空港（英語：Billy Bishop Toronto City Airport）は、カナダのオンタリオ州トロントにある国際空港である。トロント・アイランド空港（Toronto Island Airport）と呼ばれることもある。

## 概要
トロント市街中心地に近く、オンタリオ湖岸のトロント島にある。東西方向の主要滑走路1本と、短い滑走路2本、飛行艇用離陸地がある。空港へは歩行者専用のトンネル、あるいは専用フェリーでアクセスする。ターボプロップ機を使用したコミューター路線、民間機、医療用航空などに使用されている。ポーター航空とエアカナダ・エクスプレスが乗り入れている。

## 歴史
1939年にトロントの主力空港として開業した。当時は「ジョージ5世港アイランド空港（Port George VI Island Airport）」と呼ばれていた。同時期にトロント郊外に"予備"の空港が建設された。これが今日のトロント・ピアソン国際空港である。この2つの空港の役割は次第に逆転した。
1994年にはトロント・シティーセンター空港（Toronto City Centre Airport）と改称された。2009年にはビリー・ビショップ・トロント・シティー空港と改称された。第一次世界大戦でエースパイロットとして活躍したウィリアム・ビショップにちなむ。

## 航空会社
| 航空会社                 | 就航地 |
| ------------------------ | --- |
| ポーター航空             | ボストン、シカゴ/MDW、フレデリクトン、ハリファックス、モンクトン、モントリオール、モントランブラン、ニューアーク、オタワ、ケベックシティー、セントジョンズ、スーセントマリー、サドベリー、サンダーベイ、ワシントン/ダレス、ウィンザー |
| エアカナダ・エクスプレス | モントリオール、オタワ |

## アクセス
以前から設置が論議されてきた、無償で利用できる240mの歩行者専用トンネルが2015年に開通し利用されている。また、トロント港湾公団（TPA）が運航するフェリーがあり、朝5時台から深夜まで運行している。122メートルの距離を渡るこのフェリーは定期運行する世界最短フェリーの一つとも言われている。定員200名のマリリン・ベル1世号と、定員150名のデイヴィッド・ホーネル号が就航している。市街地からフェリー・ターミナルまでは無償のシャトルバスやストリート・カー、トロント交通局バス、タクシーで結ばれている。